# Pteromalus senegalensis
Pteromalus senegalensis är en stekelart som beskrevs av Jean Risbec 1951. Pteromalus senegalensis ingår i släktet Pteromalus och familjen puppglanssteklar.
Artens utbredningsområde är Senegal. Inga underarter finns listade i Catalogue of Life.